# Pont-Arcy
Pont-Arcy – miejscowość i gmina we Francji, w regionie Hauts-de-France, w departamencie Aisne.
Według danych na styczeń 2014 roku gminę zamieszkiwało 130 osób, a gęstość zaludnienia wynosiła 41,4 osób/km².